# Sławosz
Sławosz – staropolskie męskie imię słowiańskie. Zdrobniona forma dwuczłonowych imion typu Sławomir, Sławosław, Mirosław, Dziwisław z członem Sław- albo -sław. Również imię używane samodzielnie o znaczeniu „sławny, znakomity, godny chwały”.  
W źródłach polskich poświadczone w XII wieku w Bulli gnieźnieńskiej z 1136 roku.
Imię rzadkie. W styczniu 2025 w rejestrze PESEL, wśród publicznie dostępnych danych dotyczących osób żyjących, wykazano 133 mężczyzn o imieniu Sławosz nadanym jako imię pierwsze oraz 70 o imieniu Sławosz jako imieniu drugim. Dla porównania, najczęściej nadane jako męskie imię pierwsze – Piotr, nosi ponad 689 tys. osób.
Imieniny obchodzi 17 maja lub 25 lipca.
Formy zdrobniałe: Sławek, Sławo, Sławko, Sławuś, Sławoszek.

## Mężczyźni o imieniu Sławosz
- Sławosz Mieczysław Szydłowski – lekkoatleta, olimpijczyk z Paryża w 1924, kawaler orderu Virtuti Militari,
- Sławosz Uznański-Wiśniewski – drugi astronauta z Polski, przebywający w kosmosie w 2025[9].

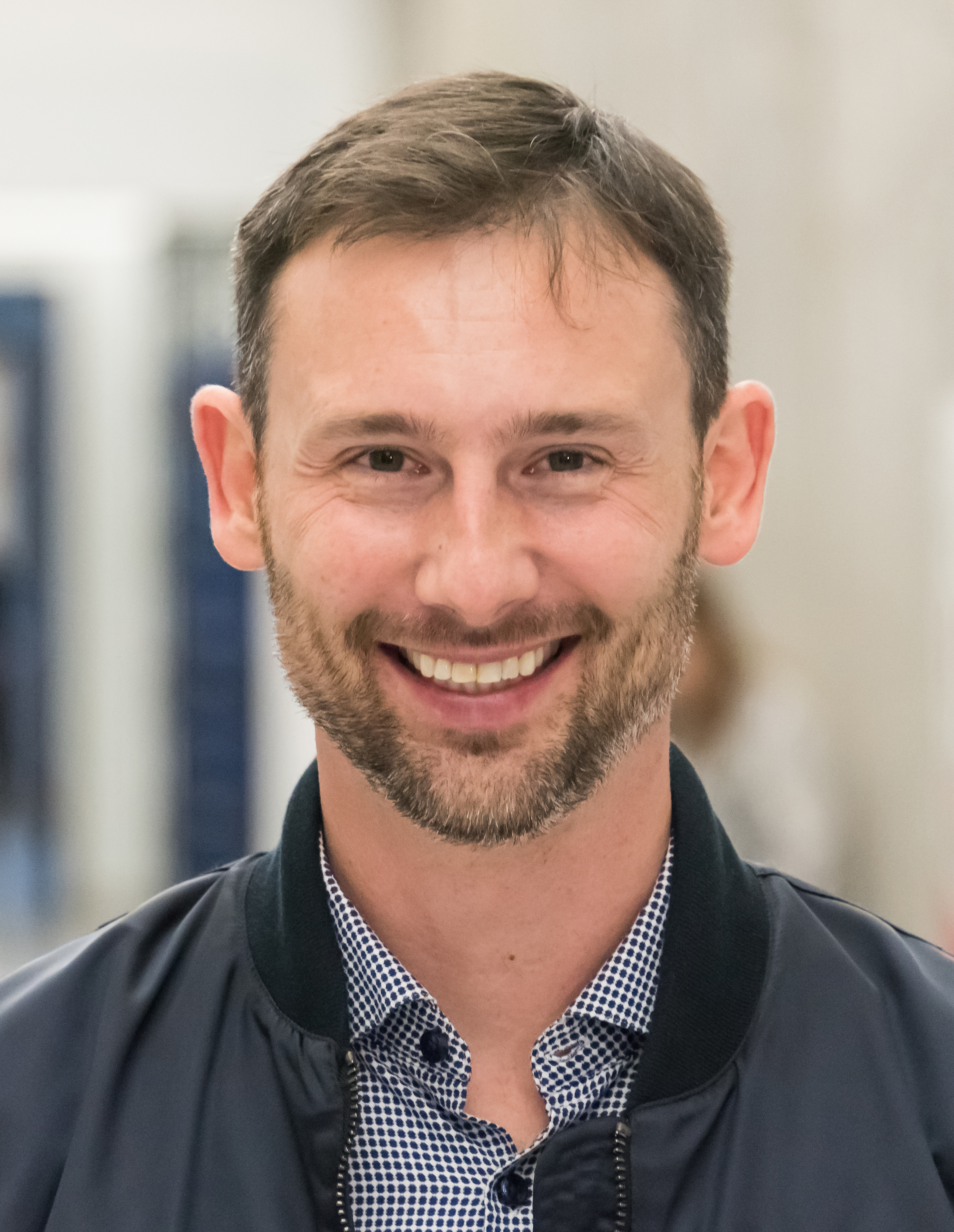
Drugi i jedyny żyjący polski astronauta – Sławosz Uznański-Wiśniewski